# Chỉ huy Phasma
Chỉ huy Phasma là một nhân vật hư cấu trong loạt phim Star Wars, được đóng bởi Gwendoline Christie. Được giới thiệu trong Star Wars: The Force Awakens (2015), bộ phim đầu tiên trong bộ ba phần sequel của Star Wars, Phasma là chỉ huy của lính stormtrooper của Tổ chức Thứ Nhất. Christie trở lại với vai diễn trong bộ phim tiếp theo, Star Wars: The Last Jedi (2017). Nhân vật cũng xuất hiện thêm trong cuốn sách Before the Awakening, một cuốn sách tuyển tập được đặt trước các sự kiện của The Force Awakens, tiểu thuyết Star Wars: Phasma kể về nguồn gốc nhân vật và bộ truyện tranh 4 phần Star Wars: Captain Phasma kể về sự kiện Phasma trốn thoát khỏi căn cứ Starkiller.
J. J. Abrams tạo ra nhân vật Phasma từ một thiết kế áo giáp ban đầu được phát triển cho Kylo Ren và đặt tên cho cô ấy theo bộ phim kinh dị năm 1979 Phantasm. Nhân vật ban đầu được định hình là nam giới. Phasma xuất hiện nổi bật trong những chiến dịch quảng cáo và tiếp thị cho The Force Awakens, nhưng vai trò nhỏ nhặt của nhân vật trong phim là chủ đề bị chỉ trích. Tuy vậy, những sản phẩm liên quan đến nhân vật lại gặt hái nhiều thành công, và đồ chơi của cô bán chạy nhất trong tất cả các nhân vật hành động của The Force Awakens trên Amazon.co.uk.

## Khái niệm và sáng tạo

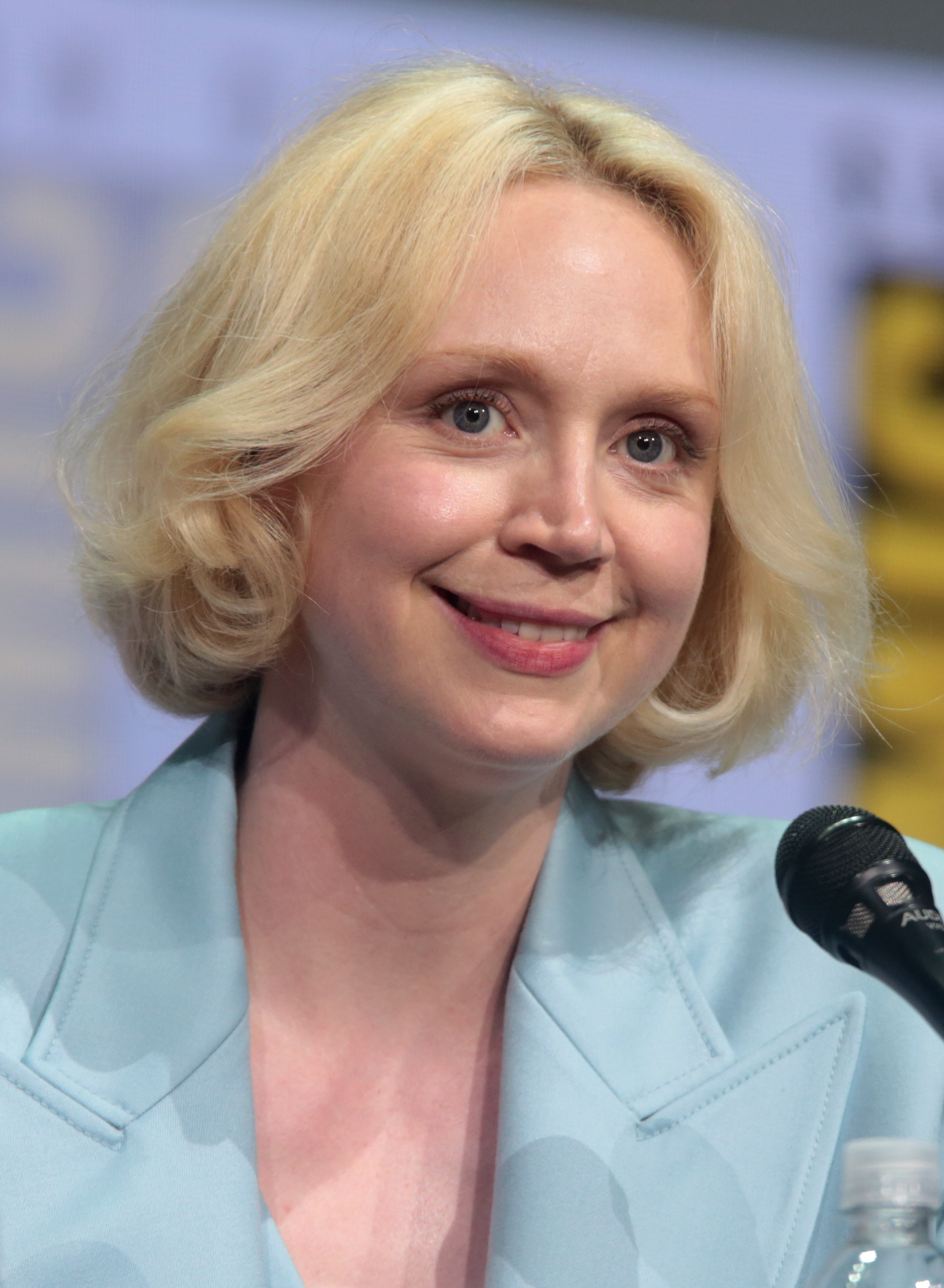
Gwendoline Christie vai Phasma

Sự sáng tạo của nhân vật được lấy cảm hứng từ một thiết kế bị từ chối cho Kylo Ren. Nhà thiết kế trang phục Michael Kaplan đã đưa ra khái niệm về Kylo là "Chúa tể của lính Stormtroopers, trong bộ giáp bạc sáng rực rỡ". Kaplan đã có một hình ảnh mạnh mẽ trong đầu của mình về nhân vật này sẽ trông như thế nào, điều mà họa sĩ khái niệm Dermot Power vẽ thành tranh minh họa. Tuy vậy, nhân vật này đã bị J. J. Abrams bác bỏ ngay lập tức. Sau đó, nhà sản xuất Kathleen Kennedy đã tìm thấy thiết kế, phản ứng tích cực và gọi nó là "tuyệt vời". Abrams sau đó sử dụng thiết kế để tạo ra một nhân vật mới, Phasma. Anh đặt tên nhân vật Phasma theo tên của bộ phim kinh dị năm 1979 Phantasm vì áo giáp của cô ta gợi lại một só hình ảnh của bộ phim. Kaplan muốn hình ảnh của Tổ chức Thứ Nhất trái ngược hẳn với hình ảnh của quân Kháng chiến, xuất hiện trong các gang màu như "đen, xanh da trời, và xám thép", với lính Stormtroopers được cải tiến thiết kế để đơn giản và hiện đại hóa. Kaplan thiết kế nhân vật và tin rằng nó sẽ "cực kỳ tuyệt" để có một nhân vật bọc thép bạc trong phim.
Nhân vật này ban đầu không được định là một người phụ nữ, mà đúng hơn là thay đổi từ nam sang nữ trong quá trình phát triển, chưa đầy ba tuần trước khi bắt đầu quay phim chính. Phasma do đó trở thành một nhân vật phản diện nữ Star Wars thứ hai xuất hiện trên màn hình, sau Zam Wesell. Với Chỉ huy Phasma, các nhà làm phim muốn "đẩy ranh giới" của vai trò truyền thống cho các nhân vật nữ.
Nữ diễn viên Gwendoline Christie, người trước đây đã đóng vai Brienne xứ Tarth trong sê-ri truyền hình Game of Thrones, lần đầu tiên được chính thức xác nhận là Phasma trong một vụ rò rỉ thông tin của Vanity Fair phát hành vào ngày 4 tháng 5 năm 2015. Christie đã chiến đấu rất nhiều để xuất hiện trong bộ phim, liên tục nhấn mạnh với quản lí của cô rằng phải có được một phần của cô trong đó. Christie không nhận ra rằng nhân vật ban đầu là một người đàn ông. Christie lấy cảm hứng từ bộ giáp của cô ấy - "nó hoạt động rất cao, nó rất hùng vĩ và nó không dễ uốn tít chút nào" — trong cách đóng vai nhân vật. Khi đóng Phasma, Christie cảm thấy được khuyến khích thử nghiệm nhiều hơn với cử chỉ của một nhân vật.
Trang phục ban đầu của cô, được sử dụng trong The Force Awakens, đã được tạo ra trong một khoảng thời gian "bốn hoặc năm ngày"; nhà đồng thiết kế trang phục Dave Crossman mô tả sự sáng tạo của nó là "một nỗi hoảng loạn hoàn toàn". Phải mất Christie khoảng 45 phút để mặc bộ trang phục. Một bộ đồ mới được tạo ra cho The Last Jedi, với nhiều chỉnh sửa khác nhau. Mũ bảo hiểm của nó đã được đổ lại mạ crôm, kích cỡ đã được thay đổi, và áo giáp đã "sạch hơn và bóng loáng hơn."

## Nhân vật
Chỉ huy của những stormtropper của Tổ chức Thứ nhất, Phasma được mô tả như là một "cựu chỉ huy cứng rắn" và là một trong "bộ ba chỉ huy" của Tổ chức cùng với Kylo Ren và Tướng Hux. Christie so sánh Phasma với Boba Fett theo nghĩa là một nhân vật, trong khi không phải lúc nào cũng "luôn luôn xung phong", mà vẫn "có tầm ảnh hưởng". Nữ diễn viên này gọi nhân vật này là "một lực lượng tà ác", người có niềm vui trong sự tàn ác của mình, một thứ mà cô cho là một hành trình khó khăn để trở thành nữ chiến binh duy nhất của Tổ chưc. Để tương phản với các stormtrooper khác trong loạt phim, Christie miêu tả Phasma với tính cách nữ tính và sự xảo trá. Glen Robert Gill, viết cho Bright Lights Film Journal, đã thấy Phasma là "sự xuất hiện ma quỷ hay tiêu cực của anima phụ nữ".
Phasma được mô tả trong bộ áo giáp crôm tìm được, trong từ điển trực quan của The Force Awakens, bộ giáp được tạo ra bằng cách làm nóng chảy một du thuyền Naboo từng thuộc sở hữu của Palpatine. Bộ giáp được cho là phục vụ "chủ yếu như một biểu tượng của quyền lực trong quá khứ". Christie nhận ra mũ bảo hiểm của nhân vật gồm cả hai yếu tố tương lai và  trung cổ.  Chris Laverty, người tạo trang phục phân tích trang phục Quần áo trên phim, gọi áo giáp của cô "có lẽ là trang phục vương giả nhất" trong The Force Awakens, và ghi nhận nó như là một sự phản ánh cảm xúc của cô. Ông cũng cảm thấy chiếc áo choàng, "thanh lịch đeo bằng một vai", là một phương pháp nhân phẩm hóa nhân vật. Trong vũ trụ Star Wars, chiếc áo choàng là "áo truyền thống của Bộ chỉ huy Stormtrooper". Gill cảm thấy áo giáp của Phasma được coi là gương tâm, biểu tượng của "sự tự phản chiếu và sự tự kiểm chứng", cảm xúc của cô mang lại cho Finn khi cô vô tình giúp truyền cảm hứng cho anh ta đào ngũ.